# Кетрин, принцеза од Велса
Кетрин, принцеза од Велса (енгл. Catherine, The Princess of Wales; Беркшир, 9. јануар 1982), супруга је  Вилијама, принца од Велса.
Њено крштено име је Кетрин Елизабет Мидлтон (енгл. Catherine Elizabeth Middleton).

## Биографија
Кетрин је рођена у месту Баклбери, у Беркширу, јужна Енглеска. Завршила је историју уметности на шкотском универзитету „Ендруз“, где је 2001. године упознала принца Вилијама. Њихова веза почела је исте године, да би 2007. године на кратко била прекинута. Новембра 2010. године објављено је да су се верили, а 29. априла 2011. године су се венчали у Вестминстерској опатији у Лондону.

## Породица

### Родитељи
| име            | слика | датум рођења     |
| -------------- | ----- | ---------------- |
| Мајкл Мидлтон  |       | 23. јун 1949.    |
| Керол Голдсмит |       | 31. јануар 1955. |

### Супружник
| име                     | слика | датум рођења  |
| ----------------------- | ----- | ------------- |
| Вилијам, принц од Велса |       | 21. јун 1982. |

### Деца
| име                      | слика | датум рођења    |
| ------------------------ | ----- | --------------- |
| Принц Џорџ од Велса      |       | 22. јул 2013.   |
| Принцеза Шарлот од Велса |       | 2. мај 2015.    |
| Принц Луј од Велса       |       | 23. април 2018. |

## Занимљивости
Серија Саут Парк је пародирала војвоткињу под титулом „Принцеза Канаде”.